# Hierochloe khasiana
Hierochloe khasiana är en gräsart som beskrevs av Charles Baron Clarke och Joseph Dalton Hooker. Hierochloe khasiana ingår i släktet Hierochloe och familjen gräs. Inga underarter finns listade i Catalogue of Life.